# Estany d'Ivars i Vila-sana
Estany d'Ivars i Vila-sana är en sjö i Spanien.   Den ligger i provinsen Província de Lleida och regionen Katalonien, i den östra delen av landet, 400 km öster om huvudstaden Madrid. Estany d'Ivars i Vila-sana ligger 227 meter över havet.  Trakten runt Estany d'Ivars i Vila-sana består till största delen av jordbruksmark.